# ابرسام
اَبَرسام یا ابرسام اردشیرفَر یکی از درباریان بلندپایه اردشیر بابکان و شاپور یکم ساسانی بود. به گفتهٔ طبری ابرسام وزیر اعظم اردشیر بود و پس از تسخیر استخر به دست شاهنشاه، او برای مقابله با شاه اهواز که برای جنگ با اردشیر راهی پارس شده بود، فرستاده شد.

## زندگی
تاریخی بودن ابرسام در سنگ‌نوشته شاپور یکم بر کعبه زرتشت تأیید می‌شود. نام ابرسام در سنگ‌نوشته به صورت Abursām Ardašīr-Farr آمده است. او در این سنگ‌نوشته در میان ۳۰ نجیب‌زاده در رتبهٔ پانزدهم قرار دارد. از چهارده نفری که پیش از او بودند، چهار نفر شاه، سه نفر شهبانو (مادربزرگ، مادر و همسر اردشیر)، دو نفر مقام عالی شاهنشاهی (بیدخش و هزاربد) و پنج نفر از اعضای برجسته خاندان‌های برجسته (از جمله دو کارن) هستند. از این رو می‌توان گفت ابرسام در دربار اردشیر مقام عالی داشت و تا آنجا که از سنگ‌نوشته به دست می‌آید، تنها شاهان استان‌ها، بزرگان خاندان‌های برتر، بیدخش‌ها و هزاربدها بر او تقدم داشتند. القاب وزرگ فرمذار و ارگبد که طبری به ابرسام نسبت می‌دهد در سنگ‌نوشته وجود ندارد و باید انعکاسی از عناوین اداری باشد که بعدها ایجاد شد. طبق سنگ‌نوشته شاپور، او نمی‌تواند وزیر اعظم اردشیر باشد، چرا که بابک در زمان اردشیر و شاپور در این منصب قرار داشت. بنابراین استنباط‌های کریستنسن نیز که بر عناوین ارائه‌شده توسط طبری تکیه دارند، دیگر قابل حفظ نیستند.
موقعیت یا عنوان دقیق ابرسام نامشخص است. اردشیرفر که پس از نام او در کتیبه آمده‌ است، ممکن است زادگاه یا مقر حکومت یا قدرت او باشد. این واقعیت که او در نوشته‌های متأخر ساسانی، چنان‌که در طبری منعکس شده، به عنوان وزیر اعظم اردشیر معرفی می‌شود، گواه شهرت و اهمیت اوست. او احتمالاً یکی از حامیان اولیه اردشیر و احتمالاً مشاور تأثیرگذار او بوده است.
نام ابرسام را طبری و دینوری نیز در رابطه با افسانه‌ای ذکر کرده‌اند که بر اساس آن اردشیر متوجه می‌شود همسرش مورود از نژاد اشکانیان بوده‌ است. او از ابرسام خواست تا همسرش را اعدام کنند، اما ابرسام که متوجه شد آن زن باردار است، او را زنده نگه داشت ولی مردانگی خود را قطع کرد و در صندوقی مهر و موم‌شده نزد پادشاه گذاشت تا گواهی بر پاکدامنی او باشد. او کودک را که شاپور یکم نام گرفت، مخفیانه بزرگ کرد و در فرصتی مناسب او را به پادشاه نشان داد. کارنامه اردشیر بابکان، دینوری و نویری نیز همین داستان را نقل می‌کند، اما نقش ابرسام را موبدان موبد اجرا می‌کند. بدیهی است که هدف این داستان فراهم آوردن تبار سلطنتی برای شاپور است، اما ارتباط آن با ابرسام ممکن است نشان دهد که او منصب اتاق‌دار یا پیشکار خاندان سلطنتی یا وزیر دربار را داشته است.
دینوری و نویری در ادامه این داستان را بازگو می‌کنند که یکی از پیروان مسیح، انجیل و دین مسیحیت را برای ابرسام توضیح داد. ابرسام نیز مطالب را برای اردشیر بازگو کرد. دینوری حتی می‌گوید که اردشیر و وزیرش (که او را یزدان می‌نامد) مسیحیت را پذیرفتند، اما با خشم ایرانیان روبرو و وادار به ترک آن شدند. بدیهی است که هیچ اعتباری را نمی‌توان به این داستان نسبت داد.
در فارسنامه ابن بلخی نامی شبیه به تنسر به عنوان وزیر ارشد و معتمد اردشیر ذکر شده‌است. می‌توان از این موضوع که کریستنسن دربارهٔ آن بسیار بحث کرده‌است، ابرسام را با تنسر یکسان دانست، اما سنگ‌نوشته شاپور از تنسر یاد نمی‌کند و بنابراین این حدس دیگر معتبر نیست.